# Anker Taasti
Anker Rasmussen Taasti (27. december 1929 i Sanderum, Odense – 13. februar 2006) var en dansk skuespiller.
Inden han blev uddannet skuespiller fra Privatteatrenes Elevskole i 1955 læste Taasti teologi ved Københavns Universitet. Han debuterede dog allerede i 1953 i stykket Cant på Det Ny Teater, og kom senere til Riddersalen og Ungdommens Teater. Det blev dog Odense Teater, som Taasti var knyttet til det meste af sin karriere. Det blev til næsten 40 år på den fynske landsdelsscene, hvor Taasti blev ansat i 1962.
Anker Taasti var gift med Kirsten Saerens og far til Sanne Saerens Taasti, der i dag er ansat ved Odense Teater.

## Filmografi
- Farlig ungdom (1953)
- Den sidste vinter (1960)
- Det skete på Møllegården (1960)
- Soldaterkammerater på efterårsmanøvre (1961)
- Jetpiloter (1961)
- Sorte Shara (1961)